# Graciliderolus
Graciliderolus is een kevergeslacht uit de familie van de boktorren (Cerambycidae). De wetenschappelijke naam van het geslacht werd voor het eerst geldig gepubliceerd in 1958 door Lepesme & Breuning.

## Soorten
Graciliderolus omvat de volgende soorten:
- Graciliderolus gracilis (Lepesme & Breuning, 1958)
- Graciliderolus parvus (Corinta-Ferreira, 1955)